# Alten
ALTEN (Euronext: ATE) es una multinacional francesa consultora de ingeniería y tecnología y una empresa de servicios digitales (ESN) creada en 1988. Está presente en más de treinta países y emplea a 49.800 personas, la mayoría consultoras, a finales de 2022. ALTEN ofrece a sus clientes la puesta a disposición de ingenieros que trabajen en sus proyectos tecnológicos en modalidad de gestión, que van desde un día hasta varios años.